# Orcinus orca
Orca (denumire științifică Orcinus orca), numită de asemenea balena ucigașă, este cel mai mare membru din familia  delfinilor. Orcile sunt ușor de recunoscut datorită culorilor caracteristice, alb și negru, și sunt considerate animale foarte inteligente. Orca poate atinge 10 metri lungime și o greutate de circa 7 tone. În ciuda taliei sale masive, ea se poate deplasa cu o viteză mare. 
Hrana principală a orcilor o constituie bancurile de pești - heringi, scrumbii, somoni, toni - și chiar rechini. Se mai hrănesc și cu cefalopode - sepii, calamari - sau, mult mai rar, mamifere marine - delfini, balene, foci și vidre de mare.
În mediul natural, orcile sunt prădători de top sau superprădători, întrucât nu au prădători naturali.
Orcile călătoresc deseori în grupuri, ies la suprafață pentru a cerceta zonele și comunică cu ajutorul sunetelor. S-a constatat că orca se obișnuiește ușor în captivitate și acceptă apropierea omului, față de care manifestă chiar atașament.

## Descriere
Orcile sunt mamifere marine care pot atinge 10 metri lungime și o greutate de circa 7 tone. Orcile călătoresc deseori în grupuri și sunt ușor de recunoscut datorită culorilor caracteristice, alb și negru. Denumirea de balenă ucigașă se datorează fălcilor puternice ale acestui animal, și dinților lungi și ascuțiți, de formă conică, 50 la număr.
Din dieta lor fac parte peștii, cefalopodele, alte mamifere marine (incluzând și alte specii de balene, pe care le vânează în grup, utilizand diferite strategii). Când vânează ele pot atinge viteze de până la 60 km/h. Hrana lor preferată este tonul (Thunnus thynnus), motiv pentru care orcile pot fi des observate urmărind vasele de pescuit; spre disperarea pescarilor, ele rup adesea plasele pentru a ajunge la mult râvnita delicatesă. Deși în general nu au fost raportate cazuri în care balena ucigașă să atace oameni sau vase, începând cu anul 2021 tot mai multe incidente au loc cu veliere.
Orcile pot fi întâlnite în mai toate oceanele lumii, dar preferă apele reci și temperate. Unele populații migrează, în timp ce altele rămân populații locale, eventual călătorind pe distanțe scurte și pe rute predictibile.
Perioada de gestație a acestor mamifere este de 16-18 luni. La naștere, puii cântăresc în medie 180 kg, și sunt alăptați timp de 2 ani.
Durata de viață a femelelor este în medie între 50 și 80 de ani. În timp ce masculii în mediul natural trăiesc în jur de 29 de ani în medie, cu durată maximumă de viață de circa 60 de ani.
Viața socială este foarte activă, ele trăiesc în grupuri alcătuite din câteva familii, o familie numărând 4-5 membri. Ierarhia grupurilor este dezvoltată pe un sistem matriarhal. Studiile au demonstrat că fiecare grup are un dialect aparte, membrii acestuia recunoscându-se prin limbaj.